# Папп, Ласло (энтомолог)
Ласло Папп (венг. László Papp; 3 октября 1946, Араньошгадань, Баранья — 28 марта 2021) — венгерский энтомолог, специалист по систематике двукрылых, академик Венгерской академии наук.

## Биография
Родился в деревне Араньошгадань 3 октября 1946 года. Окончил Будапештский университет в 1970 году. Дальнейшая деятельность была связана преимущественно с Венгерским музеем естественной истории. С 1994 по 1996 год был главным редактором журнала «Acta Zoologica Academiae Scientiarum Hungaricae» В 1998 избран действительным членом Венгерской академии наук. В 2010 году вышел на пенсию. Умер 28 марта 2021 года.

## Научная деятельность
Специализировался на систематике двукрылых. Он описал 747 новых видов, 97 родов и пять таксонов уровня семейства. Обобщил данные по фауне двукрылых Венгрии. За период работы Ласло Паппа куратором в музее коллекция двукрылых увеличилась с 330 тысяч до миллиона экземпляров.
Под его руководством были организованы Венгерское паразитологическое общество и Венгерская ассоциация экологов. В 1986 году в сотрудничестве Белой Дарвасом был организатором первого международного диптерологического конгресса в Будапеште.
В 1991 стал членом Королевского энтомологического общества. В 2004 году стал лауреатом премии Сечени.

## Публикации
Опубликовал 368 печатных работ, был редактором «Каталога двукрылых Палеарктики» (1984—1993) и «Руководства по палеарктическим двукрылым» (1996—2000).